# Valeriano Malfatti
Valeriano Malfatti (Rovereto, 20 novembre 1850 – Rovereto, 18 ottobre 1931) è stato un politico italiano, fino al 1918 nell'Impero austro-ungarico e in seguito nel Regno d'Italia.

## Biografia

### Origini e formazione
Nacque da una famiglia nobile: il padre, barone Cesare Malfatti, era stato già podestà di Rovereto, e la madre Irene apparteneva alla famiglia da Chiusole. Si laureò in ingegneria al Politecnico di Stoccarda, quindi rientrò a Rovereto e nel 1880 fu eletto consigliere comunale.

### Podestà e sindaco di Rovereto
Il 1º gennaio 1886 fu nominato podestà di Rovereto, carica che mantenne fino al 24 maggio 1915. Durante il suo lungo mandato promosse un piano regolatore moderno (1907), affidato all’architetto viennese Karl Mayreder, e incentivò lo sviluppo urbano ed economico della città: realizzò ospedali, scuole, case operaie, la centrale elettrica della Flora e sostenne la costruzione della linea ferroviaria Rovereto–Riva.

### Attività politica nell’Impero austro-ungarico
Nel 1883 fu eletto al Landtag tirolese e nel 1885 all’Abgeordnetenhaus di Vienna, dove sedette come deputato per oltre trent’anni, fino al 1918, venendo rieletto anche con il suffragio universale nel 1907 e nel 1911. Fu promotore della difesa della lingua italiana, protestando contro la germanizzazione scolastica, difendendo le scuole italiane e opponendosi al predominio amministrativo tirolese.

### Prima guerra mondiale e internamento
Nel 1914 fu tra i promotori di una missione diplomatica a Roma per evitare la guerra e favorire l’unione pacifica del Trentino all’Italia. Dopo l’entrata in guerra dell’Italia il 24 maggio 1915, Malfatti fu sospeso da ogni incarico e internato dagli austriaci, dapprima a Igls, poi nel campo di Katzenau, vicino Salisburgo, come “sospetto irredento”. Fu liberato nel luglio 1917 per grazia imperiale di Carlo I d'Austria e rientrò a Vienna per l’ultima fase parlamentare dell’Impero.

### Rientro in Italia e nomina a senatore
Nel 1918 fu nominato commissario civile del Comune di Rovereto e poi sindaco, carica che mantenne fino al 1920. Nello stesso anno fu chiamato a dirigere la Commissione per gli Affari Civili presso la Legazione Italiana a Vienna. Il 30 settembre 1920 fu nominato senatore del Regno da Vittorio Emanuele III. Fu membro della Commissione consultiva per la Venezia Tridentina insieme ad Enrico Conci e si ritirò progressivamente dalla vita pubblica.

### Morte e memoria
Morì a Rovereto il 18 ottobre 1931. A lui è stato dedicato un busto e numerosi omaggi pubblici. Recentemente la sua figura è stata riscoperta grazie al progetto musicale del cantautore Cesare Malfatti (suo pronipote), che nel 2018 e nel 2025 ha dedicato due album alla sua memoria e alla storia della città nel Novecento.